# Liste der belgischen Abgeordneten zum EU-Parlament (2014–2019)
Die Liste der belgischen Abgeordneten zum EU-Parlament (2014–2019) listet alle belgischen Mitglieder des 8. Europäischen Parlamentes nach der Europawahl in Belgien 2014 auf.

## Mandatsstärke der Parteien
- S&D: 4
- G/EFA: 2
- ALDE: 6
- EVP: 4
- EKR: 4
- NI: 1

| Nationale Partei                                                    | Mandate | Fraktion                                                                               |
| ------------------------------------------------------------------- | ------- | -------------------------------------------------------------------------------------- |
| Open Vlaamse Liberalen en Democraten (Open VLD) 000(niederländisch) | 3       | Fraktion der Allianz der Liberalen und Demokraten für Europa (ALDE)                    |
| Mouvement Réformateur (MR) 000(französisch, deutsch)                | 3       | Fraktion der Allianz der Liberalen und Demokraten für Europa (ALDE)                    |
| Nieuw-Vlaamse Alliantie (N-VA) 000(niederländisch)                  | 4       | Europäische Konservative und Reformer (EKR)                                            |
| Christen-Democratisch en Vlaams (CD&V) 000(niederländisch)          | 2       | Fraktion der Europäischen Volkspartei (EVP)                                            |
| Centre Démocrate Humaniste (CDH) 000(französisch)                   | 1       | Fraktion der Europäischen Volkspartei (EVP)                                            |
| Christlich Soziale Partei (CSP) 000(deutsch)                        | 1       | Fraktion der Europäischen Volkspartei (EVP)                                            |
| Parti Socialiste (PS) 000(französisch, deutsch)                     | 3       | Fraktion der Progressiven Allianz der Sozialdemokraten im Europäischen Parlament (S&D) |
| Socialistische Partij Anders (sp.a) 000(niederländisch)             | 1       | Fraktion der Progressiven Allianz der Sozialdemokraten im Europäischen Parlament (S&D) |
| Groen 000(niederländisch)                                           | 1       | Die Grünen/Europäische Freie Allianz (G/EFA)                                           |
| Ecolo 000(französisch, deutsch)                                     | 1       | Die Grünen/Europäische Freie Allianz (G/EFA)                                           |
| Vlaams Belang (VB) 000(niederländisch)                              | 01 a    | Fraktionslose Abgeordnete (NI)                                                         |
| SUMME                                                               | 21      |                                                                                        |

## Abgeordnete
| Bild | Name                      | geb. | MEP seit      | Partei   | Fraktion | Kommentar |
| ---- | ------------------------- | ---- | ------------- | -------- | -------- | --- |
|      | Gerolf Annemans           | 1958 | 1. Juli 2014  | VB       | NIENF    | fraktionslos bis zum 14. Juni 2015                                                                                     |
|      | Marie Arena               | 1966 | 1. Juli 2014  | PS       | S&D      | |
|      | Pascal Arimont            | 1974 | 1. Juli 2014  | CSP      | EVP      | |
|      | Hugues Bayet              | 1975 | 1. Juli 2014  | PS       | S&D      | |
|      | Ivo Belet                 | 1959 | 1. Juli 2014  | CD&V     | EVP      | |
|      | Philippe De Backer        | 1978 | 1. Juli 2014  | Open VLD | ALDE     | ausgeschieden am 2. Mai 2016, Nachrückerin: Lieve Wierinck                                                             |
|      | Mark Demesmaeker          | 1958 | 1. Juli 2014  | N-VA     | EKR      | |
|      | Gérard Deprez             | 1943 | 1. Juli 2014  | MR       | ALDE     | |
|      | Louis Ide                 | 1973 | 1. Juli 2014  | N-VA     | EKR      | ausgeschieden am 18. Dezember 2014, Nachrückerin: Anneleen Van Bossuyt                                                 |
|      | Philippe Lamberts         | 1963 | 1. Juli 2014  | Ecolo    | G/EFA    | |
|      | Sander Loones             | 1979 | 14. Okt. 2014 | N-VA     | EKR      | nachgerückt am 14. Oktober 2014 für Johan Van Overtveldt, ausgeschieden am 11. November 2018, Nachrücker: Ralph Packet |
|      | Louis Michel              | 1947 | 1. Juli 2014  | MR       | ALDE     | |
|      | Annemie Neyts-Uyttebroeck | 1944 | 1. Juli 2014  | Open VLD | ALDE     | ausgeschieden am 31. Dezember 2014, Nachrückerin: Hilde Vautmans                                                       |
|      | Ralph Packet              | 1990 | 22. Nov. 2018 | N-VA     | EKR      | nachgerückt am 22. November 2018 für Sander Loones                                                                     |
|      | Frédérique Ries           | 1959 | 1. Juli 2014  | MR       | ALDE     | |
|      | Claude Rolin              | 1957 | 1. Juli 2014  | CDH      | EVP      | |
|      | Bart Staes                | 1958 | 1. Juli 2014  | Groen    | G/EFA    | |
|      | Helga Stevens             | 1968 | 1. Juli 2014  | N-VA     | EKR      | |
|      | Marc Tarabella            | 1963 | 1. Juli 2014  | PS       | S&D      | |
|      | Marianne Thyssen          | 1956 | 1. Juli 2014  | CD&V     | EVP      | ausgeschieden am 31. Oktober 2014, Nachrücker: Tom Vandenkendelaere                                                    |
|      | Anneleen Van Bossuyt      | 1980 | 8. Jan. 2015  | N-VA     | EKR      | nachgerückt am 8. Januar 2015 für Louis Ide                                                                            |
|      | Kathleen Van Brempt       | 1969 | 1. Juli 2014  | sp.a     | S&D      | |
|      | Tom Vandenkendelaere      | 1984 | 6. Nov. 2014  | CD&V     | EVP      | nachgerückt am 6. November 2014 für Marianne Thyssen                                                                   |
|      | Johan Van Overtveldt      | 1955 | 1. Juli 2014  | N-VA     | EKR      | ausgeschieden am 10. Oktober 2014, Nachrücker: Sander Loones                                                           |
|      | Hilde Vautmans            | 1972 | 1. Jan. 2015  | Open VLD | ALDE     | nachgerückt am 1. Januar 2015 für Annemie Neyts-Uyttebroeck                                                            |
|      | Guy Verhofstadt           | 1953 | 1. Juli 2014  | Open VLD | ALDE     | |
|      | Lieve Wierinck            | 1957 | 4. Mai 2016   | Open VLD | ALDE     | nachgerückt am 4. Mai 2016 für Philippe De Backer                                                                      |